# Wappen der Philippinen
Das Wappen der Philippinen wurde durch ein Gesetz vom 2. Juli 1946 festgelegt. Die Grundfarben des Wappens sowie die Darstellung der Sonne und der Sterne entstammen der Flagge der Philippinen. Die achtstrahlige Sonne im Hochoval steht für die acht Provinzen Batangas, Bulacan, Cavite, Manila, Laguna, Nueva Ecija, Pampanga und Tarlac sowie die Unabhängigkeit des Landes. Die drei fünfstrahligen Sterne repräsentieren die drei geografischen Hauptregionen Luzon, Visayas und Mindanao.
Der Löwe im roten Feld erinnert an die spanische Herrschaft von 1596 bis 1898, während der Adler mit den drei Pfeilen und dem Olivenzweig im blauen Feld an die Herrschaft der Vereinigten Staaten von 1898 bis 1946 erinnert. Häufig (wie auch hier) wird der Adler fälschlicherweise wie auf der Vorderseite des Siegels der Vereinigten Staaten dargestellt, mit dem Olivenzweig in dem einen und den Pfeilen in dem anderen Fang.
Auf dem Schriftband unterhalb des Wappens findet sich seit 1986 der Schriftzug REPUBLIKA NG PILIPINAS.